# Filosofia contemporanea
La filosofia contemporanea trova la sua delimitazione iniziale, secondo la comune storiografia filosofica, nel periodo in cui i grandi ideali e sistemi di pensiero ottocenteschi declinano di fronte alle tragedie e alle disillusioni tipiche del Novecento.

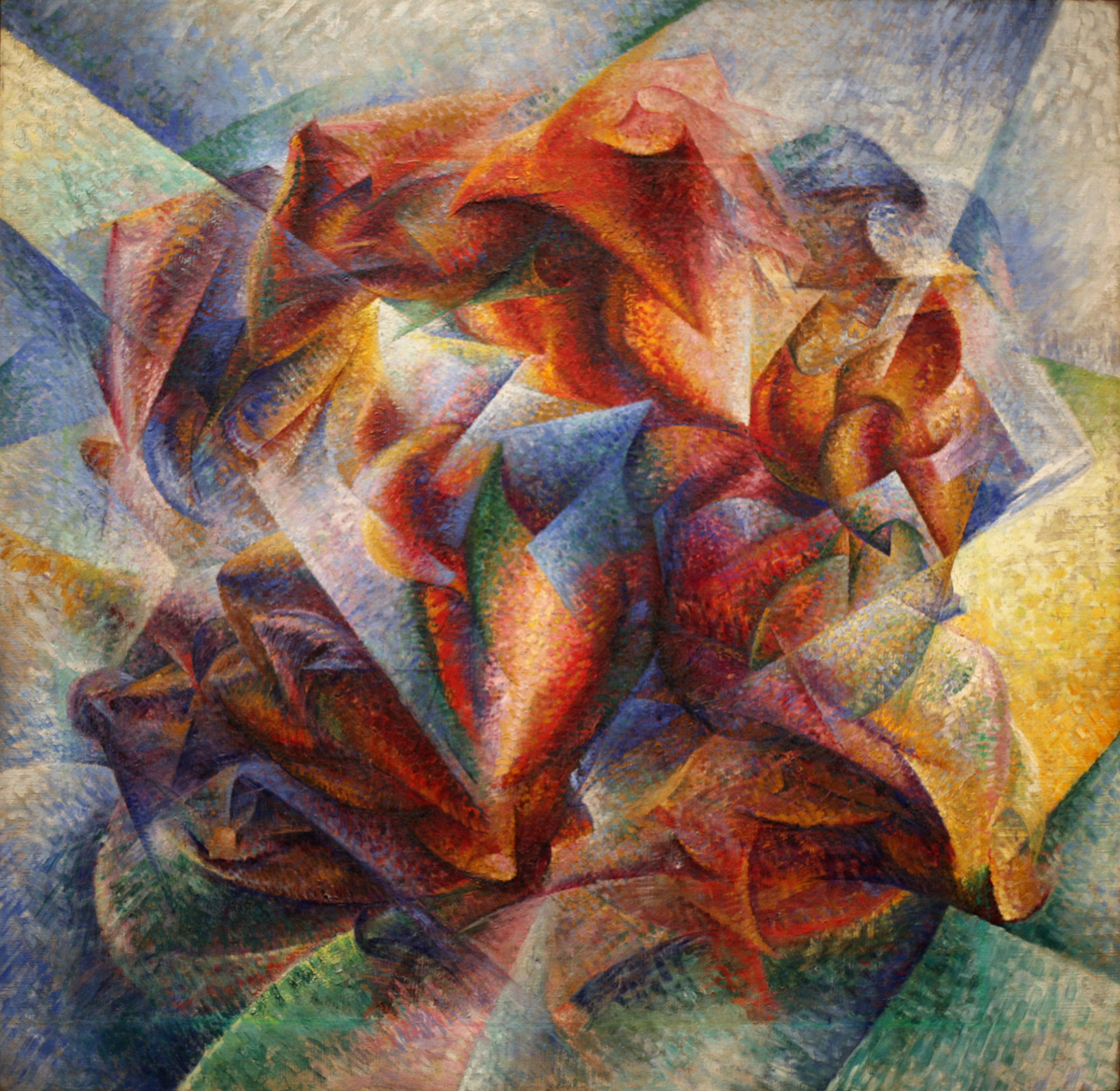
Dinamismo di un calciatore, di Umberto Boccioni (1913)

## Filosofia del XIX secolo
Apertasi con la grandiosa stagione del Romanticismo, la filosofia assiste alla riformulazione del criticismo kantiano in chiave idealistica. Fichte prima, e poi Schelling, fanno dell'Io il principio assoluto a cui ricondurre l'intera realtà, che per la ragione può diventare così oggetto di scienza. Mentre però in costoro la ragione si limitava a riconoscere, ma non a riprodurre, l'atto creativo con cui il soggetto poneva l'oggetto (che restava prerogativa di una suprema intuizione intellettuale), sarà invece con Hegel che la ragione stessa diventerà creatrice, attribuendosi il diritto di stabilire cosa è reale e cosa non lo è. «Ciò che è reale è razionale» sarà la summa del pensiero hegeliano: vale a dire che una realtà esiste solo se soddisfa certi criteri di razionalità, rientrando nella triade dialettica di tesi-antitesi-sintesi tipica del procedimento a spirale con cui l'Idea giunge a identificarsi con l'Assoluto.
Una revisione del kantismo in senso ontologico si ebbe invece in Italia ad opera di Antonio Rosmini, che, respingendo il sensismo illuminista di Galluppi, pose le basi di quello spiritualismo etico e idealista da cui saranno caratterizzate le diverse correnti filosofiche del Risorgimento italiano.
Dopo la possente sistemazione onnicomprensiva di Hegel, la filosofia ha visto la reazione a questo panlogismo nel duplice volto di uno spiccato materialismo (Feuerbach, Marx), e di un richiamo all'irriducibiltà del singolo essere umano e all'importanza assoluta della sua esistenza, non più intesa come semplice ingranaggio di un processo dialettico (Schopenhauer, Kierkegaard, Emerson). Mentre poi il positivismo, con Comte, Mill, Ardigò, nella piena età della seconda rivoluzione industriale esaltava la ricerca scientifica e il progresso tecnico e tecnologico, la voce isolata di Nietzsche preconizzava il declino dell'Occidente e la nascita di una umanità nuova, dando avvio ad un indirizzo nichilistico che nel Novecento verrà in seguito riproposto.
Frattanto, in Germania, dopo il declino dell'idealismo, si svilupparono due movimenti simili, ma opposti: il neokantismo, fautore di un ritorno a Kant, e una corrente più empirista e filo-scientifica che, negando l'hegelismo, si appellava alla ricerca sperimentale come nuovo modello d'indagine; questo secondo movimento fu anche influenzato da una rinascita aristotelica a seguito del lavoro di Friedrich Adolf Trendelenburg, il quale influenzò Franz Brentano (La Psicologia dal punto di vista Empirico), Ernst Laas (Idealismo e Positivismo) e Friedrich Paulsen (varie opere su Kant).
Analogamente, in Italia, dopo la penetrazione dell'idealismo romantico che aveva fornito un fondamento filosofico alla rivoluzione liberale culminata nell'unificazione nazionale, a cui contribuirono, tra gli altri, Vincenzo Gioberti, Francesco de Sanctis e, soprattutto, Bertrando Spaventa, negli ultimi decenni dell'Ottocento si assistette ad un'avanzata del positivismo con l'abbandono dello spiritualismo risorgimentale, a cui venne preferito il metodo delle scienze fisiche, ritenuto più consono ai tempi.

## Filosofia del XX secolo
Nel XX secolo venne a crearsi una certa divergenza tra i filosofi del continente europeo e quelli anglosassoni (sostanzialmente inglesi e statunitensi), nonostante molti di questi traessero spunti da quella fucina di idee che fu il circolo di Vienna di inizio Novecento.

### In Europa
Agli inizi del Novecento, sulle cattedre di filosofia, cominciavano ad essere nominati esponenti della nuova scienza sperimentale della psicanalisi, i cui principali indirizzi che si affermarono furono quelli di Sigmund Freud, Carl Gustav Jung e Alfred Adler. Dopo il lavoro di Fechner, e di Max Weber e Wundt per le scuole sociologiche, furono proprio vari studenti della scuola di Brentano a fondare i primi istituti di ricerca sperimentale in psicologia. Carl Stumpf e Alexius Meinong fondarono rispettivamente la scuola di Berlino e la scuola di Graz, portando allo sviluppo della psicologia della Gestalt.
Edmund Husserl, matematico e studente di Brentano, proprio al volgere del secolo pose le fondamenta di una delle correnti filosofiche più influenti del XX secolo: la fenomenologia. Varie tendenze sopra menzionate si ritrovano nello sviluppo della fenomenologia, ad esempio, il rapporto problematico tra filosofia e psicologia nell'indagine su mente e coscienza, portando a riformulare la fenomenologia in chiave esplicitamente neokantiana come disciplina trascendentale. La fenomenologia esercitò un notevole influsso sia sulla filosofia continentale (in particolare sull'esistenzialismo) sia su quella analitica (su autori quali Gilbert Ryle, Wilfrid Sellars, Dagfinn Føllesdal, Daniel Dennett) e continua a contribuire e informare le discussioni su temi quali intenzionalità e coscienza, ontologia e mereologia, atti linguistici e grammatiche formali.
I primi decenni del Novecento vedono una reazione al positivismo con un notevole fiorire di idee e proposte filosofiche, che vanno dal neokantismo della scuola di Marburgo e di Baden all'analisi della società moderna della scuola di Francoforte, all'antroposofia di Rudolf Steiner, allo spiritualismo di Henri Bergson, al neotomismo (o neoscolastica) di Jacques Maritain, alla poderosa riflessione sull'esistenzialismo, che riprenderà tematiche presenti già in Kierkegaard, di Martin Heidegger, Karl Jaspers, Jean-Paul Sartre e Albert Camus, fino all'ermeneutica di Hans Georg Gadamer. In Italia lo storicismo di Benedetto Croce e l'idealismo attuale di Giovanni Gentile conducono a uno sviluppo del neohegelismo. Nei paesi di lingua tedesca l'epistemologia del Wiener Kreis e di Karl Popper prende in considerazione i legami fra scienza e filosofia, vertendo su tematiche fatte proprie anche da Gaston Bachelard, Thomas Kuhn e Paul Feyerabend. La filosofia mistica di Pavel Aleksandrovič Florenskij, appartenente al filone religioso della Russia, subirà le ripercussioni del pensiero di Nietzsche in modo decisamente originale. Si segnala inoltre la riflessione sulla teologia svolta da autori quali Karl Barth, Dietrich Bonhoeffer e Paul Tillich..ù
.

### Nei paesi di lingua inglese
Contemporaneamente agli indirizzi sopra esposti si assiste alla nascita - dovuta all'opera di filosofi come Hermann Lotze, Bernhard Bolzano, Gottlob Frege - della filosofia analitica, con esponenti quali Bertrand Russell e Ludwig Wittgenstein, che estenderà la riflessione alla filosofia del linguaggio.
In Gran Bretagna e negli Stati Uniti, dove vi fu un'analoga reazione al positivismo, iniziava la rinascita dell'interesse per Hegel - neoidealismo - rappresentato principalmente dall'inglese Francis Herbert Bradley e dallo statunitense Josiah Royce. Contemporaneamente, si sviluppa negli Stati Uniti un pensiero autoctono con autori quali Charles Sanders Peirce, fondatore del pragmatismo e attento alla dimensione logica nella filosofia, William James, fratello dello scrittore Henry e continuatore dell'opera di Peirce, che definì la propria speculazione come pragmatismo, indirizzandola verso la psicologia, e infine John Dewey che si orientò - pur essendo legato strettamente a Peirce - verso la pedagogia.